# Tall Girl
Tall Girl (A mi altura en Hispanoamérica) es una película de comedia romántica estadounidense dirigida por Nzingha Stewart, a partir de un guion de Sam Wolfson. La película está protagonizada por Ava Michelle, Griffin Gluck, Luke Eisner, Sabrina Carpenter y Paris Berelc. Se estrenó en Netflix el 13 de septiembre de 2019.

## Sinopsis
Jodi Kreyman es una chica de 16 años acomplejada por su estatura. Al ser la chica más alta de su instituto, nunca se ha sentido a gusto con su cuerpo. Entre otros inconvenientes, tiene que usar zapatos de hombre. Convive con sus inseguridades, aguantando burlas e intentando pasar desapercibida, hasta que conoce a Stig Mohlin, un atractivo joven de Suecia cuya estatura es superior a la de ella. A raíz de esto, empezará su gran cambio, viéndose enredada en un triángulo amoroso.

## Reparto
- Ava Michelle como Jodi Kreyman, una joven de 16 años muy alta y tímida.
- Griffin Gluck como Jack Dunkleman, un amigo de Jodi que está enamorado de ella desde hace años.
- Luke Eisner como Stig Mohlin, un estudiante sueco de intercambio que se queda en casa de Dunkleman.
- Clara Wilsey como Kimmy Sticher, una chica egoísta y que se burla de Jodi.
- Sabrina Carpenter como Harper Kreyman, la hermana mayor de Jodi y una reina del certamen con horribles alergias.
- Paris Berelc como Liz, una amable amiga de Kimmy enamorada de Dunkleman.
- Rico Paris como Schnipper, un niño que, junto con Kimmy, ha atormentado a Jodi desde que eran pequeños.
- Anjelika Washington como Fareeda, la mejor amiga de Jodi.
- Angela Kinsey como Helaine Kreyman, una exreina del concurso, la madre de Harper y Jodi, y la esposa de Richie.
- Steve Zahn como Richie Kreyman, el padre paranoico de Harper y Jodi, y el esposo de Helaine, que se esfuerza por ayudar a Jodi a sentirse normal.
- Bria Condon como Crystal Spitz
- Shane Guibeau como Bob Brickman
- Christina Moses como Nina Dunkleman, la madre de Jack.
- Andrew Brodeur como Will
- Jason Rogel como Dr. Sager
- Gralen Bryant Banks como Director O'Sullivan
- Kelly Murtagh como Sra. Novey
- Kerry Chaill como Gina, un miembro de Tip Toppers.

## Producción
En noviembre de 2018, se anunció que Netflix colaboraría con McG de Wonderland Sound and Vision por cuarta vez en la película Tall Girl, con Nzingha Stewart como directora. En enero de 2019, Ava Michelle, Griffin Gluck, Luke Eisner, Sabrina Carpenter, Paris Berelc, Steve Zahn, Angela Kinsey, Anjelika Washington, Clara Wilsey y Rico Paris se unieron al elenco de la película.
La fotografía principal de la película comenzó en enero de 2019 en Nueva Orleans.

## Secuela
El éxito de la película dio lugar a una secuela titulada Tall Girl 2, que Netflix estrenó en 2022.